# 6 uur van Mexico 2016
De 6 uur van Mexico 2016 was de vijfde race van het FIA World Endurance Championship-seizoen 2016. De race werd verreden op 3 september 2016 op het Autódromo Hermanos Rodríguez nabij Mexico-Stad, Mexico.
De race werd gewonnen door de Porsche Team #1 van Timo Bernhard, Brendon Hartley en Mark Webber. De LMP1 privé-klasse werd gewonnen door de Rebellion Racing #13 van Alexandre Imperatori, Dominik Kraihamer en Mathéo Tuscher. De LMP2-klasse werd gewonnen door de RGR Sport by Morand #43 van Filipe Albuquerque, Ricardo González en Bruno Senna. De LMGTE Pro-klasse werd gewonnen door de  Aston Martin Racing #97 van Richie Stanaway en Darren Turner. De LMGTE Am-klasse werd gewonnen door de Abu Dhabi-Proton Racing #88 van David Heinemeier Hansson, Patrick Long en Khaled Al Qubaisi.

## Kwalificatie
Tijden vetgedrukt betekent de snelste tijd in die klasse.
| Pos. | Klasse     | No. | Team                      | Tijd     | Grid |
| ---- | ---------- | --- | ------------------------- | -------- | ---- |
| 1    | LMP1       | 8   | Audi Sport Team Joest     | 1:25.069 | 1    |
| 2    | LMP1       | 2   | Porsche Team              | 1:25.111 | 2    |
| 3    | LMP1       | 7   | Audi Sport Team Joest     | 1:25.350 | 3    |
| 4    | LMP1       | 1   | Porsche Team              | 1:25.400 | 4    |
| 5    | LMP1       | 5   | Toyota Gazoo Racing       | 1:25.960 | 5    |
| 6    | LMP1       | 6   | Toyota Gazoo Racing       | 1:26.183 | 6    |
| 7    | LMP1 privé | 13  | Rebellion Racing          | 1:29.909 | 7    |
| 8    | LMP1 privé | 4   | ByKolles Racing Team      | 1:31.674 | 8    |
| 9    | LMP2       | 43  | RGR Sport by Morand       | 1:35.485 | 9    |
| 10   | LMP2       | 36  | Signatech Alpine          | 1:35.819 | 10   |
| 11   | LMP2       | 42  | Strakka Racing            | 1:36.037 | 11   |
| 12   | LMP2       | 26  | G-Drive Racing            | 1:36.063 | 12   |
| 13   | LMP2       | 44  | Manor                     | 1:36.594 | 13   |
| 14   | LMP2       | 41  | Greaves Motorsport        | 1:36.914 | 14   |
| 15   | LMP2       | 27  | SMP Racing                | 1:37.102 | 15   |
| 16   | LMP2       | 37  | SMP Racing                | 1:37.112 | 16   |
| 17   | LMP2       | 35  | Baxi DC Racing Alpine     | 1:37.482 | 17   |
| 18   | LMP2       | 31  | Extreme Speed Motorsports | 1:37.752 | 18   |
| 19   | LMP2       | 30  | Extreme Speed Motorsports | 1:39.514 | 19   |
| 20   | LMGTE Pro  | 95  | Aston Martin Racing       | 1:40.458 | 20   |
| 21   | LMGTE Pro  | 97  | Aston Martin Racing       | 1:40.600 | 21   |
| 22   | LMGTE Pro  | 51  | AF Corse                  | 1:41.034 | 22   |
| 23   | LMGTE Pro  | 77  | Dempsey-Proton Racing     | 1:41.322 | 23   |
| 24   | LMGTE Pro  | 71  | AF Corse                  | 1:41.426 | 24   |
| 25   | LMGTE Pro  | 66  | Ford Chip Ganassi Team UK | 1:41.523 | 25   |
| 26   | LMGTE Pro  | 67  | Ford Chip Ganassi Team UK | 1:41.836 | 26   |
| 27   | LMGTE Am   | 88  | Abu Dhabi-Proton Racing   | 1:42.839 | 27   |
| 28   | LMGTE Am   | 86  | Gulf Racing               | 1:43.546 | 28   |
| 29   | LMGTE Am   | 78  | KCMG                      | 1:43.603 | 29   |
| 30   | LMGTE Am   | 50  | Larbre Compétition        | 1:43.738 | 30   |
| 31   | LMGTE Am   | 83  | AF Corse                  | 1:43.880 | 31   |
| EX   | LMGTE Am   | 98  | Aston Martin Racing       | 1:42.437 | 32   |

## Uitslag
Winnaars in hun klasse zijn vetgedrukt; LMP1 is rood, LMP2 is blauw, LMGTE Pro is groen en LMGTE Am is oranje.
| Pos. | Klasse     | No. | Team                      | Coureurs                                                | Chassis                        | Banden | Ronden | Tijd/Reden  |
| Pos. | Klasse     | No. | Team                      | Coureurs                                                | Motor                          | Banden | Ronden | Tijd/Reden  |
| ---- | ---------- | --- | ------------------------- | ------------------------------------------------------- | ------------------------------ | ------ | ------ | ----------- |
| 1    | LMP1       | 1   | Porsche Team              | Timo Bernhard Brendon Hartley Mark Webber               | Porsche 919 Hybrid             | M      | 230    | 6:00:43.702 |
| 1    | LMP1       | 1   | Porsche Team              | Timo Bernhard Brendon Hartley Mark Webber               | Porsche 2.0 L Turbo V4         | M      | 230    | 6:00:43.702 |
| 3    | LMP1       | 7   | Audi Sport Team Joest     | Marcel Fässler André Lotterer                           | Audi R18                       | M      | 230    | +1:01.442   |
| 3    | LMP1       | 7   | Audi Sport Team Joest     | Marcel Fässler André Lotterer                           | Audi TDI 4.0 L Turbo Diesel V6 | M      | 230    | +1:01.442   |
| 3    | LMP1       | 6   | Toyota Gazoo Racing       | Mike Conway Kamui Kobayashi Stéphane Sarrazin           | Toyota TS050 Hybrid            | M      | 230    | +1:09.709   |
| 3    | LMP1       | 6   | Toyota Gazoo Racing       | Mike Conway Kamui Kobayashi Stéphane Sarrazin           | Toyota 2.4 L Turbo V6          | M      | 230    | +1:09.709   |
| 4    | LMP1       | 2   | Porsche Team              | Romain Dumas Neel Jani Marc Lieb                        | Porsche 919 Hybrid             | M      | 230    | +1:30.004   |
| 4    | LMP1       | 2   | Porsche Team              | Romain Dumas Neel Jani Marc Lieb                        | Porsche 2.0 L Turbo V4         | M      | 230    | +1:30.004   |
| 5    | LMP1 privé | 13  | Rebellion Racing          | Alexandre Imperatori Dominik Kraihamer Mathéo Tuscher   | Rebellion R-One                | D      | 218    | +12 ronden  |
| 5    | LMP1 privé | 13  | Rebellion Racing          | Alexandre Imperatori Dominik Kraihamer Mathéo Tuscher   | AER P60 2.4 L Turbo V6         | D      | 218    | +12 ronden  |
| 6    | LMP2       | 43  | RGR Sport by Morand       | Filipe Albuquerque Ricardo González Bruno Senna         | Ligier JS P2                   | D      | 210    | +20 ronden  |
| 6    | LMP2       | 43  | RGR Sport by Morand       | Filipe Albuquerque Ricardo González Bruno Senna         | Nissan VK45DE 4.5 L V8         | D      | 210    | +20 ronden  |
| 7    | LMP2       | 36  | Signatech Alpine          | Nicolas Lapierre Gustavo Menezes Stéphane Richelmi      | Alpine A460                    | D      | 210    | +20 ronden  |
| 7    | LMP2       | 36  | Signatech Alpine          | Nicolas Lapierre Gustavo Menezes Stéphane Richelmi      | Nissan VK45DE 4.5 L V8         | D      | 210    | +20 ronden  |
| 8    | LMP2       | 31  | Extreme Speed Motorsports | Chris Cumming Ryan Dalziel Pipo Derani                  | Ligier JS P2                   | M      | 207    | +23 ronden  |
| 8    | LMP2       | 31  | Extreme Speed Motorsports | Chris Cumming Ryan Dalziel Pipo Derani                  | Nissan VK45DE 4.5 L V8         | M      | 207    | +23 ronden  |
| 9    | LMP2       | 42  | Strakka Racing            | Jonny Kane Nick Leventis Lewis Williamson               | Gibson 015S                    | D      | 207    | +23 ronden  |
| 9    | LMP2       | 42  | Strakka Racing            | Jonny Kane Nick Leventis Lewis Williamson               | Nissan VK45DE 4.5 L V8         | D      | 207    | +23 ronden  |
| 10   | LMP2       | 41  | Greaves Motorsport        | Luis Díaz Roberto González Bruno Junqueira              | Gibson 015S                    | D      | 207    | +23 ronden  |
| 10   | LMP2       | 41  | Greaves Motorsport        | Luis Díaz Roberto González Bruno Junqueira              | Nissan VK45DE 4.5 L V8         | D      | 207    | +23 ronden  |
| 11   | LMP2       | 35  | Baxi DC Racing Alpine     | David Cheng Nelson Panciatici Ho-Pin Tung               | Alpine A460                    | D      | 206    | +24 ronden  |
| 11   | LMP2       | 35  | Baxi DC Racing Alpine     | David Cheng Nelson Panciatici Ho-Pin Tung               | Nissan VK45DE 4.5 L V8         | D      | 206    | +24 ronden  |
| 12   | LMP2       | 27  | SMP Racing                | Maurizio Mediani Nicolas Minassian                      | BR Engineering BR01            | D      | 206    | +24 ronden  |
| 12   | LMP2       | 27  | SMP Racing                | Maurizio Mediani Nicolas Minassian                      | Nissan VK45DE 4.5 L V8         | D      | 206    | +24 ronden  |
| 13   | LMP2       | 26  | G-Drive Racing            | Alex Brundle René Rast Roman Roesinov                   | Oreca 05                       | D      | 205    | +25 ronden  |
| 13   | LMP2       | 26  | G-Drive Racing            | Alex Brundle René Rast Roman Roesinov                   | Nissan VK45DE 4.5 L V8         | D      | 205    | +25 ronden  |
| 14   | LMP2       | 30  | Extreme Speed Motorsports | Ed Brown Johannes van Overbeek Scott Sharp              | Ligier JS P2                   | M      | 204    | +26 ronden  |
| 14   | LMP2       | 30  | Extreme Speed Motorsports | Ed Brown Johannes van Overbeek Scott Sharp              | Nissan VK45DE 4.5 L V8         | M      | 204    | +26 ronden  |
| 15   | LMGTE Pro  | 97  | Aston Martin Racing       | Richie Stanaway Darren Turner                           | Aston Martin Vantage GTE       | D      | 202    | +28 ronden  |
| 15   | LMGTE Pro  | 97  | Aston Martin Racing       | Richie Stanaway Darren Turner                           | Aston Martin 4.5 L Turbo V8    | D      | 202    | +28 ronden  |
| 16   | LMGTE Pro  | 51  | AF Corse                  | Gianmaria Bruni James Calado                            | Ferrari 488 GTE                | M      | 202    | +28 ronden  |
| 16   | LMGTE Pro  | 51  | AF Corse                  | Gianmaria Bruni James Calado                            | Ferrari F154CB 4.0 L Turbo V8  | M      | 202    | +28 ronden  |
| 17   | LMGTE Pro  | 95  | Aston Martin Racing       | Marco Sørensen Nicki Thiim                              | Aston Martin Vantage GTE       | D      | 202    | +28 ronden  |
| 17   | LMGTE Pro  | 95  | Aston Martin Racing       | Marco Sørensen Nicki Thiim                              | Aston Martin 4.5 L Turbo V8    | D      | 202    | +28 ronden  |
| 18   | LMGTE Pro  | 71  | AF Corse                  | Sam Bird Davide Rigon                                   | Ferrari 488 GTE                | M      | 201    | +29 ronden  |
| 18   | LMGTE Pro  | 71  | AF Corse                  | Sam Bird Davide Rigon                                   | Ferrari F154CB 3.9 L Turbo V8  | M      | 201    | +29 ronden  |
| 19   | LMGTE Pro  | 67  | Ford Chip Ganassi Team UK | Marino Franchitti Andy Priaulx Harry Tincknell          | Ford GT                        | M      | 201    | +29 ronden  |
| 19   | LMGTE Pro  | 67  | Ford Chip Ganassi Team UK | Marino Franchitti Andy Priaulx Harry Tincknell          | Ford EcoBoost 3.5 L Turbo V6   | M      | 201    | +29 ronden  |
| 20   | LMGTE Pro  | 77  | Dempsey-Proton Racing     | Michael Christensen Richard Lietz                       | Porsche 911 RSR                | M      | 201    | +29 ronden  |
| 20   | LMGTE Pro  | 77  | Dempsey-Proton Racing     | Michael Christensen Richard Lietz                       | Porsche 4.0 L Flat-6           | M      | 201    | +29 ronden  |
| 21   | LMP1 privé | 4   | ByKolles Racing Team      | Pierre Kaffer Simon Trummer Oliver Webb                 | CLM P1/01                      | D      | 199    | +31 ronden  |
| 21   | LMP1 privé | 4   | ByKolles Racing Team      | Pierre Kaffer Simon Trummer Oliver Webb                 | AER P60 2.4 L Turbo V6         | D      | 199    | +31 ronden  |
| 22   | LMGTE Am   | 88  | Abu Dhabi-Proton Racing   | David Heinemeier Hansson Patrick Long Khaled Al Qubaisi | Porsche 911 RSR                | M      | 197    | +33 ronden  |
| 22   | LMGTE Am   | 88  | Abu Dhabi-Proton Racing   | David Heinemeier Hansson Patrick Long Khaled Al Qubaisi | Porsche 4.0 L Flat-6           | M      | 197    | +33 ronden  |
| 23   | LMGTE Am   | 83  | AF Corse                  | Rui Águas Emmanuel Collard François Perrodo             | Ferrari 458 Italia GT2         | M      | 196    | +34 ronden  |
| 23   | LMGTE Am   | 83  | AF Corse                  | Rui Águas Emmanuel Collard François Perrodo             | Ferrari 4.5 L V8               | M      | 196    | +34 ronden  |
| 24   | LMGTE Am   | 78  | KCMG                      | Joël Camathias Wolf Henzler Christian Ried              | Porsche 911 RSR                | M      | 196    | +34 ronden  |
| 24   | LMGTE Am   | 78  | KCMG                      | Joël Camathias Wolf Henzler Christian Ried              | Porsche 4.0 L Flat-6           | M      | 196    | +34 ronden  |
| 25   | LMGTE Am   | 86  | Gulf Racing               | Ben Barker Adam Carroll Michael Wainwright              | Porsche 911 RSR                | M      | 196    | +34 ronden  |
| 25   | LMGTE Am   | 86  | Gulf Racing               | Ben Barker Adam Carroll Michael Wainwright              | Porsche 4.0 L Flat-6           | M      | 196    | +34 ronden  |
| 26   | LMGTE Pro  | 66  | Ford Chip Ganassi Team UK | Stefan Mücke Olivier Pla                                | Ford GT                        | M      | 181    | +49 ronden  |
| 26   | LMGTE Pro  | 66  | Ford Chip Ganassi Team UK | Stefan Mücke Olivier Pla                                | Ford EcoBoost 3.5 L Turbo V6   | M      | 181    | +49 ronden  |
| 27   | LMP1       | 8   | Audi Sport Team Joest     | Loïc Duval Lucas di Grassi Oliver Jarvis                | Audi R18                       | M      | 167    | +63 ronden  |
| 27   | LMP1       | 8   | Audi Sport Team Joest     | Loïc Duval Lucas di Grassi Oliver Jarvis                | Audi TDI 4.0 L Turbo Diesel V6 | M      | 167    | +63 ronden  |
| DNF  | LMGTE Am   | 98  | Aston Martin Racing       | Paul Dalla Lana Pedro Lamy Mathias Lauda                | Aston Martin Vantage GTE       | M      | 192    | Uitgevallen |
| DNF  | LMGTE Am   | 98  | Aston Martin Racing       | Paul Dalla Lana Pedro Lamy Mathias Lauda                | Aston Martin 4.5 L V8          | M      | 192    | Uitgevallen |
| DNF  | LMGTE Am   | 50  | Larbre Compétition        | Pierre Ragues Ricky Taylor Yutaka Yamagishi             | Chevrolet Corvette C7.R        | M      | 184    | Uitgevallen |
| DNF  | LMGTE Am   | 50  | Larbre Compétition        | Pierre Ragues Ricky Taylor Yutaka Yamagishi             | Chevrolet LT5.5 5.5 L V8       | M      | 184    | Uitgevallen |
| DNF  | LMP2       | 44  | Manor                     | Richard Bradley Alfonso Diaz Guerra Matt Rao            | Oreca 05                       | D      | 179    | Uitgevallen |
| DNF  | LMP2       | 44  | Manor                     | Richard Bradley Alfonso Diaz Guerra Matt Rao            | Nissan VK45DE 4.5 L V8         | D      | 179    | Uitgevallen |
| DNF  | LMP1       | 5   | Toyota Gazoo Racing       | Sébastien Buemi Kazuki Nakajima                         | Toyota TS050 Hybrid            | M      | 62     | Uitgevallen |
| DNF  | LMP1       | 5   | Toyota Gazoo Racing       | Sébastien Buemi Kazuki Nakajima                         | Toyota 2.4 L Turbo V6          | M      | 62     | Uitgevallen |
| DNF  | LMP2       | 37  | SMP Racing                | Kirill Ladygin Vitali Petrov Viktor Shaytar             | BR Engineering BR01            | D      | 29     | Uitgevallen |
| DNF  | LMP2       | 37  | SMP Racing                | Kirill Ladygin Vitali Petrov Viktor Shaytar             | Nissan VK45DE 4.5 L V8         | D      | 29     | Uitgevallen |

## Tussenstanden na wedstrijd
LMP (coureurs)
| Pos | Coureur                                       | Punten |
| --- | --------------------------------------------- | ------ |
| 1   | Romain Dumas Neel Jani Marc Lieb              | 118    |
| 2   | Mike Conway Kamui Kobayashi Stéphane Sarrazin | 77     |
| 3   | Loïc Duval Lucas di Grassi Oliver Jarvis      | 74,5   |
| 4   | Marcel Fässler André Lotterer                 | 69     |
| 5   | Timo Bernhard Brendon Hartley Mark Webber     | 53,5   |

LMP1 (constructeurs)
| Pos | Team    | Punten |
| --- | ------- | ------ |
| 1   | Porsche | 201    |
| 2   | Audi    | 158    |
| 3   | Toyota  | 112    |

GTE (coureurs)
| Pos | Coureur                    | Punten |
| --- | -------------------------- | ------ |
| 1   | Darren Turner              | 86     |
| 2   | Marco Sørensen Nicki Thiim | 83     |
| 3   | Sam Bird Davide Rigon      | 82     |
| 4   | Richie Stanaway            | 80     |
| 5   | Stefan Mücke Olivier Pla   | 72,5   |

GTE (constructeurs)
| Pos | Constructeur | Punten |
| --- | ------------ | ------ |
| 1   | Aston Martin | 179    |
| 2   | Ferrari      | 176    |
| 3   | Ford         | 121    |
| 4   | Porsche      | 84     |

GT Pro (teams)
| Pos | Nr | Team                      | Punten |
| --- | -- | ------------------------- | ------ |
| 1   | 95 | Aston Martin Racing       | 83     |
| 2   | 71 | AF Corse                  | 82     |
| 3   | 97 | Aston Martin Racing       | 80     |
| 4   | 66 | Ford Chip Ganassi Team UK | 78     |
| 5   | 67 | Ford Chip Ganassi Team UK | 66     |

LMP1 privé (coureurs)
| Pos | Coureur                                               | Punten |
| --- | ----------------------------------------------------- | ------ |
| 1   | Nick Heidfeld Nicolas Prost                           | 104    |
| 2   | Alexandre Imperatori Dominik Kraihamer Mathéo Tuscher | 100    |
| 3   | Nelson Piquet jr.                                     | 86     |
| 4   | Simon Trummer Oliver Webb                             | 48     |
| 5   | James Rossiter                                        | 30     |

LMP1 privé (teams)
| Pos | Nr | Team                 | Punten |
| --- | -- | -------------------- | ------ |
| 1   | 12 | Rebellion Racing     | 104    |
| 2   | 13 | Rebellion Racing     | 100    |
| 3   | 4  | ByKolles Racing Team | 48     |

LMP2 (coureurs)
| Pos | Coureur                                            | Punten |
| --- | -------------------------------------------------- | ------ |
| 1   | Nicolas Lapierre Gustavo Menezes Stéphane Richelmi | 130    |
| 2   | Filipe Albuquerque Ricardo González Bruno Senna    | 97     |
| 3   | Chris Cumming Ryan Dalziel Pipo Derani             | 74     |
| 4   | René Rast Roman Roesinov                           | 71     |
| 5   | Jonny Kane Nick Leventis                           | 58     |

LMP2 (teams)
| Pos | Nr | Team                      | Punten |
| --- | -- | ------------------------- | ------ |
| 1   | 36 | Signatech Alpine          | 130    |
| 2   | 43 | RGR Sport by Morand       | 100    |
| 3   | 31 | Extreme Speed Motorsports | 74     |
| 4   | 26 | G-Drive Racing            | 73     |
| 5   | 42 | Strakka Racing            | 58     |

GTE Am (coureurs)
| Pos | Coureur                                     | Punten |
| --- | ------------------------------------------- | ------ |
| 1   | Rui Águas Emmanuel Collard François Perrodo | 129    |
| 2   | David Heinemeier Hansson Khaled Al Qubaisi  | 94     |
| 3   | Patrick Long                                | 83     |
| 4   | Paul Dalla Lana Pedro Lamy Mathias Lauda    | 70     |
| 5   | Pierre Ragues Yutaka Yamagishi              | 65     |

GTE Am (teams)
| Pos | Nr | Team                    | Punten |
| --- | -- | ----------------------- | ------ |
| 1   | 83 | AF Corse                | 129    |
| 2   | 88 | Abu Dhabi-Proton Racing | 94     |
| 3   | 98 | Aston Martin Racing     | 70     |
| 4   | 50 | Larbre Compétition      | 69     |
| 5   | 86 | Gulf Racing             | 62     |